# Club Deportivo Ferroviarios de Chile
El Club Deportivo Ferroviarios de Chile es una institución deportiva chilena dedicada al fútbol, con sede en la ciudad de Santiago. Fue fundado el 14 de julio de 1916 y milita en el campeonato de la Tercera División B de Chile, quinta categoría del fútbol chileno.
Disputó una temporada de la Primera División, en el año 1934. En los años posteriores participó de la División de Ascenso, torneo que conquistó en dos oportunidades seguidas —1947, y 1948—, y de la División de Honor Amateur, que conquistó en 1949. A principios de 1950 se fusionó con Badminton —último lugar en Primera en 1949— para formar al Club Deportivo Ferrobádminton, y participar así de la máxima categoría.
Una vez disuelta la fusión con Badminton en 1969, el club disputó los torneos de Segunda División, hasta su descenso en 1982, año en que se despidió del profesionalismo.

## Historia

### Era amateur e ingreso al profesionalismo (1916-1949)

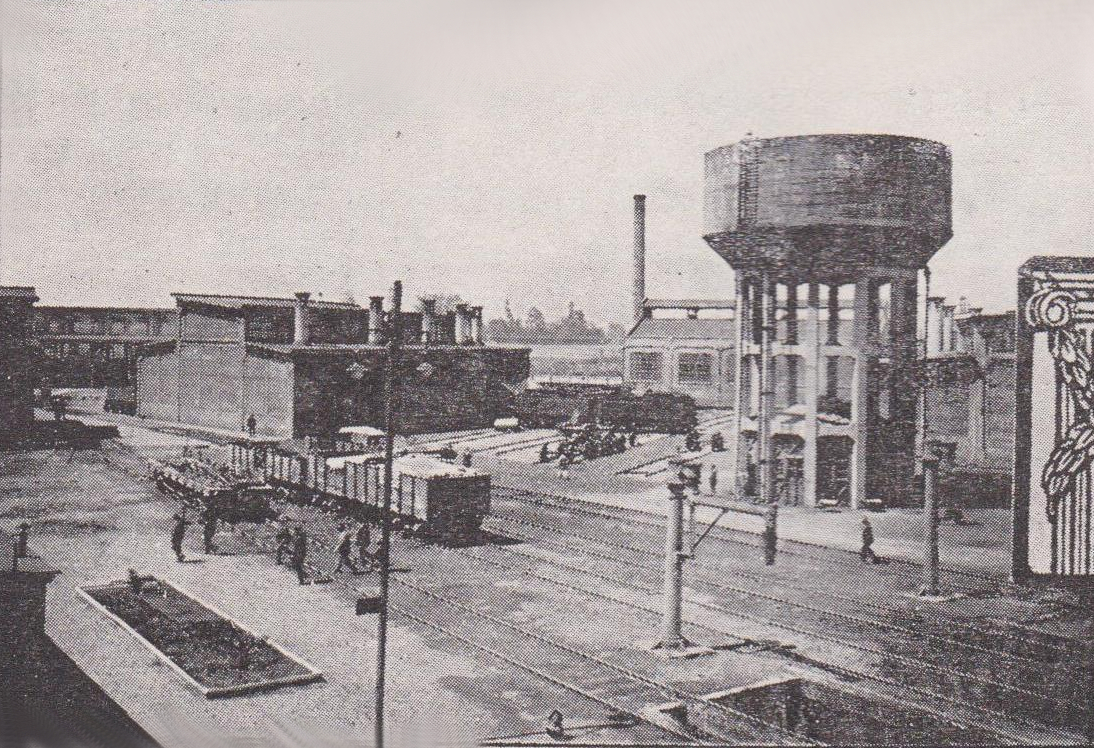
La Maestranza San Eugenio, recinto ferroviario en donde nació el club.

Fue fundado el 14 de julio de 1916 como «Maestranza Atlético Football Club», con el fin de representar al personal de la sección de Tracción y Maestranzas del barrio San Eugenio. Integró la Asociación de Football de Santiago, y en 1927 la división de ascenso de la Liga Central de Football. En 1929, con el fin de representar a todos los trabajadores ferroviarios de la antigua provincia de Santiago, cambió su nombre a «Club Deportivo Ferroviarios II Zona».
Tras el cisma de los principales clubes de la Asociación de Santiago para formar la Liga Profesional de Fútbol en 1933, Ferroviarios pasó a formar parte de la primera división de la AFS. No obstante, luego de la reintegración a la AFS de la Liga Profesional, la asociación capitalina quedó dividida en dos secciones paralelas la sección amateur y la sección profesional. Entre otros acuerdos que se llevaron a cabo para lograr la reintegración, estuvo el hecho de que para el torneo profesional de 1934 se integraran varios clubes amateur, entre ellos Ferroviarios, que debutó en dicha competición frente a Santiago National con resultado de 1 a 1. Pese a finalizar noveno entre doce equipos, se decidió que, debido a la diferencia que existía entre los clubes amateur y profesionales, los seis últimos clasificados pasasen a formar parte de la denominada Serie B.
En su primera temporada en la Serie B, Ferroviarios finalizó en la última ubicación igualado en puntos con Alianza, ante lo que debió disputar un partido de definición para determinar qué equipo descendería de forma directa a la sección amateur, en el que Ferroviarios se impuso el 26 de enero de 1936. El 9 de febrero, Ferroviarios logró definitivamente la permanencia en la Serie B tras derrotar a Gimnástico Arturo Prat, campeón de la sección amateur en 1935, por 3 tantos a 2. En 1936, Ferroviarios estuvo a un paso de lograr el campeonato de Serie B, luego de quedar igualado en puntos con Universidad de Chile. Si bien no se sabe el método de desempate utilizado, existe la certeza de que el campeón fue Universidad de Chile. 

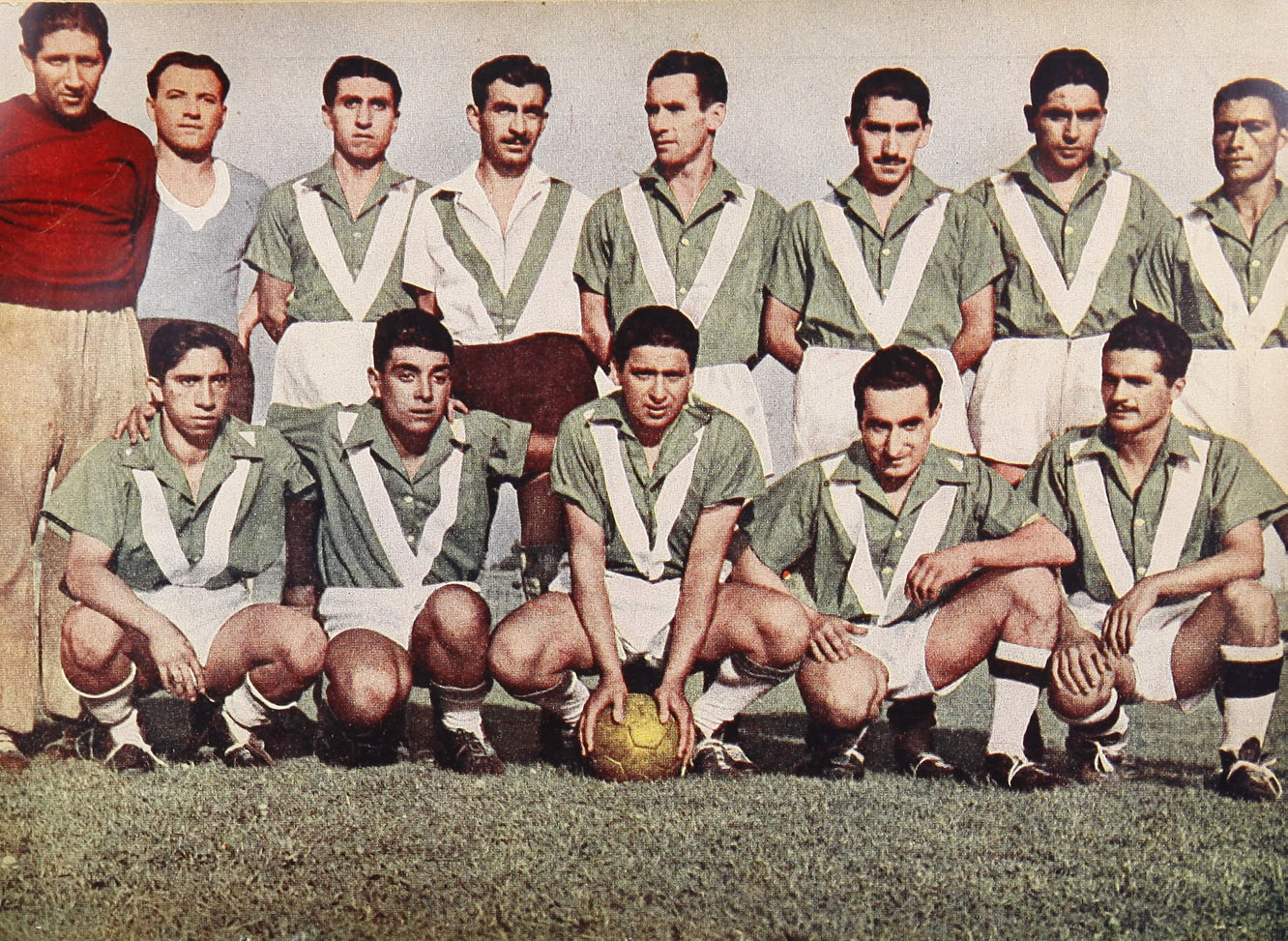
Formación de Ferroviarios en 1943.

Pese a su buena campaña en la temporada anterior, en 1937 Ferroviarios no formó parte de la Serie B, posiblemente ante la disposición que exigía un mínimo de seis profesionales por equipo. En cambio, compitió en los torneos de la Asociación Santiago, en donde logró los títulos de la Copa Unión en 1937 y 1938. El 17 de abril de 1941 los doce clubes seccionales de Ferrocarriles se unieron, y el club se pasó a denominar «Unión Deportivo Ferroviarios». Ese mismo año logró el campeonato de la División de Honor de la Asociación Santiago, título que repitió en 1942 y 1943. Entre otros torneos, también se adjudicó el Octavo Campeonato Provincial de Fútbol Amateur de Santiago, disputado en 1943 y que agrupaba a los principales clubes de la entonces Provincia de Santiago. En la final del certamen superó a Estrella de Chile de Naltahua, campeón de la temporada anterior, por 2 a 0. Ferroviarios formó con Contreras; León, Vega; Nuñez, Olivos, Espinoza; Hidalgo, Quezada, Soto, Valenzuela y Vidal.  Al año siguiente, el club volvió a consagrarse campeón provincial luego de superar en la final a Nacional El Salto por 1 a 0.

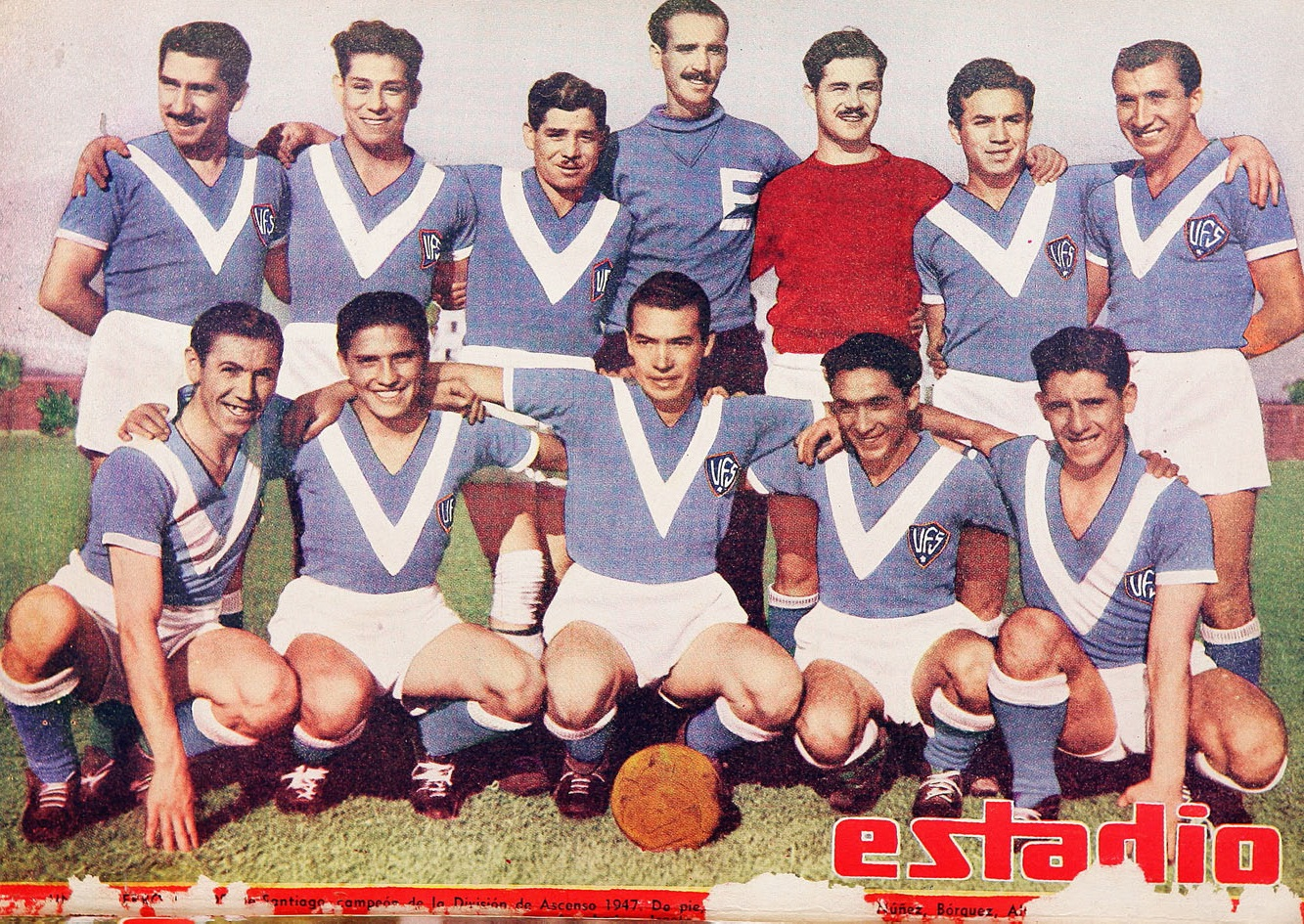
Ferroviarios campeón de la División de Ascenso en 1947.

El 6 de septiembre de 1947 formó parte de quince clubes que dieron vida a la División de Ascenso, de la que consagró campeón esa misma temporada con un rendimiento de 10 triunfos, 2 empates y 1 sola derrota. Tras repetir el título en 1948, y conquistar el título de la División de Honor Amateur en 1949, obtuvo el ascenso a la Primera División de la Asociación Central de Fútbol.
No obstante, el último clasificado de Primera División de 1949, Badminton, se negó a descender aduciendo a un acuerdo extraoficial que dictaba que los equipos que habían fundado la Primera División en 1933 no perderían la categoría. En un comienzo la Asociación Central de Fútbol acogió el reclamo de Badminton cancelando el descenso, sin embargo, Ferroviarios también reclamó su derecho a ascender. Ante esta situación, dirigentes de Badminton propusieron una fusión entre ambos clubes bajo el nombre de Club Deportivo Ferrobádminton, la cual fue aprobada por la ACF el 23 de febrero de 1950.

### Club Deportivo Ferrobádminton (1950-1969)
En su primera temporada como Ferrobádminton, el club finalizó en la séptima ubicación sobre doce equipos. Al año siguiente, tras finalizar último en el grupo de promoción de Primera División, le correspondía descender, sin embargo, recurriendo al mismo acuerdo que salvo a Badminton en 1950, el club logró mantener la categoría.
En 1952, Ferrobádminton completó su mejor campaña en el profesionalismo, luego de finalizar en la tercera ubicación del campeonato nacional. En los siguientes dos años el club siguió realizando buenas campañas, ubicándose séptimo en 1953 y cuarto en 1954.
En 1955 y 1956 Ferrobámnton hizo malas campañas, terminando en ambos torneos antepenúltimo a solo dos puntos del descenso. No obstante, Hacia fines de la década de los 1950, el club logró obtener mejores resultados, alcanzando el séptimo puesto en 1958 y el quinto en 1959. Durante este periodo el club destacó además por contar con varias ramas deportivas, entre las que se contaban el hockey, el atletismo y la natación, así como por su gran masa societaria, alrededor de 14 000 socios en 1959.
En la década de 1960, la irregularidad de sus resultados los llevó a segunda división en 1964, volvieron a subir al año siguiente siendo campeones, para volver a caer en 1967 donde se mantuvieron hasta la separación de los clubes el 8 de enero de 1969, luego de que los dirigentes de Badminton decidieran deshacer la fusión y trasladarse a la ciudad de Curicó.

### El regreso y crisis (1970-1990)

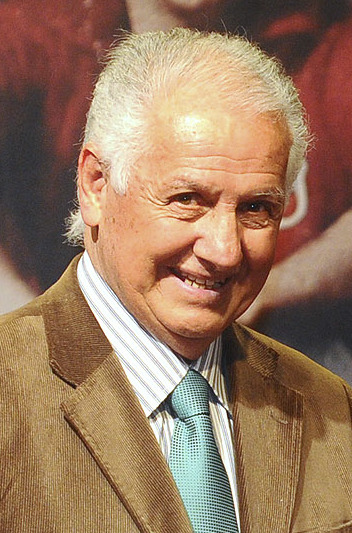
Leonel Sánchez se retiró jugando por Ferroviarios en 1973.

Ya disuelta la fusión con Badminton, ambos clubes tomaron caminos diferentes. De hecho, en 1970 y en 1971, los dos equipos compitieron en la Segunda División, hasta el descenso de Badminton a su asociación de origen y su posterior traslado.
El año 1972, Ferroviarios realiza una gran campaña que lo tuvo cerca de su regreso a la Primera División. Con un plantel que contó con el lateral Luis Eyzaguirre y el ya legendario delantero Leonel Sánchez, ambos figuras de la selección chilena que logró el Tercer lugar en el Mundial de 1962, el club alcanzó el subcampeonato, a solo tres puntos del campeón y ascendido Palestino. Durante la temporada 1974 el equipo nuevamente ve frustrado su deseo de regresar a la máxima categoría al quedar tercero en la Liguilla final y a solo dos puntos de Everton, quien como segundo pudo subir.
En 1978, se concretó una fusión con «Norte Unido» de Arica, llamándose «Ferro-Norte» y posteriormente «Ferro-Arica», pero la ACF no reconoció la fusión. En 1980 se trasladó a Talagante, compitiendo bajo el nombre de  «Talagante Ferro», hasta 1983 cuando se trasladó a Pudahuel.
Luego de pelear en los últimos puestos del campeonato, el club desciende a Tercera División en febrero del año 1983, cuando cae por 3-0 frente a Unión San Felipe en calidad de visita. Desde entonces, Ferroviarios no ha competido en torneos profesionales. Las campañas en el fútbol de Tercera fueron complicadas, ya que no tuvo posibilidades ciertas de regresar a Segunda División y quedó relegado en los últimos puestos.
En 1987 la crisis se hizo patente, porque tras una mala campaña, Ferroviarios consumó su descenso a la Cuarta División. Serían cerca de diez temporadas en la que el club no pudo subir y estuvo al borde del amaturismo pleno.

### La supervivencia (1990-2018)
Los años 1990 fueron difíciles para el elenco ferroviario. Con problemas económicos y un bajo rendimiento deportivo, el sueño de volver a las series mayores se vio truncado en varias ocasiones. Pero el año 1997 le daría un respiro a la institución deportiva, pues se consiguió el segundo puesto de Cuarta División, tras el campeón Deportivo Polpaico. Solo dos años alcanzó a estar en Tercera, pues el año 2000 nuevamente desciende.
El año 2003, Ferroviarios se titula campeón de la Cuarta División. Justamente ese año la división llegaba a su fin, Con una tremenda campaña del DT Francisco Graells y  su plantel , destacando nombres como , Omar Toloza , Cristian Flores , Juan Morales , Rafael Catalán , Daniel Candia , Sebastián Ahumada , Juan Pinto , Gonzalo Rodríguez , Marco Soto . siendo uno de los únicos en obtener el ascenso por vía deportiva, pues la ANFA decretó la llegada masiva de clubes a la Tercera División.
Con el escaso apoyo de la Empresa de los Ferrocarriles del Estado (EFE), el club funciona gracias a una subvención del Instituto Nacional del Deporte. [cita requerida]
Hace unos años, y de la mano de la productora de Marcelo Salas y junto al publicista y músico Alfredo Alonso, se realizó un programa titulado Ferro de Corazón, el cual era similar al que hizo Fox Sports con el club de Primera D Atlas llamado Atlas la otra pasión, y cuyo objetivo era volver a posicionar al club en lo más alto del fútbol chileno. El espacio, transmitido por el canal CDF, se dejó de emitir en 2009.
En 2008 participó en la fase previa de la Copa Chile jugando de local en la ciudad de Illapel, ya que su estadio no cumplía con las exigencias mínimas para participar en dicho torneo. Ese mismo año participó en los play-offs de ascenso a Primera B, enfrentándose a Deportes Ovalle. Ejerció de local en Salamanca, ciudad cercana a Ovalle, por problemas de distancia y una situación similar a la de Copa Chile. Empató como local 2-2 y perdió la vuelta por 4-0, quedando relegado a la liguilla de permanencia que definía a 4 equipos que conformarían la reeditada Tercera B. En esta liguilla, Ferroviarios tuvo un pobre desempeño terminando en el último lugar, decretando su descenso a la Cuarta categoría del fútbol chileno.
En 2010 el equipo realizó una campaña regular llegando a los play-offs para ascender a Tercera A, pero fueron eliminados por Union Santa Maria tras ser derrotados de local por 0-1 y de Visita 3-0.
En el año 2011, la escuadra aurinegra se reforzó con jugadores provenientes de las divisiones inferiores de Unión Española, realizando una de las mejores campañas en la historia del club, terminando en primer lugar en 2 de las 3 fases del campeonato de Tercera B, destacándose por el juego que mostraban en cada partido y la cantidad de goles que convertían. En la última fase del torneo, terminó en el tercer puesto, no logrando ascender a Tercera División.

### El esperado ascenso y el nuevo descenso (2018-presente)
En la temporada 2018, y tras varios años de intentos frustrados de salir de la última categoría del fútbol chileno, Ferroviarios tuvo la posibilidad de llegar directamente a Tercera División A al alcanzar la fase final del torneo. En cuartos superó a Caupolicán y en la definición del ascenso se encontró con Deportes Concepción. Aunque la locomotora logró ganar de local, no pudo imponerse en su visita al Estadio Ester Roa Rebolledo, donde jugó ante más de 18 mil espectadores. Su última opción de ascenso fue una liguilla de promoción ante Tomás Greig, equipo que los derrotó 3-1 en la ida disputada en la Región de O'Higgins. En el partido de vuelta, que se desarrolló en Estación Central, los aurinegros vencieron por el mismo marcador, por lo que se fueron a los penales, instancia donde el equipo se impuso por 4-3 y selló su anhelado retorno a la Tercera A tras 9 años. 
Al siguiente año finalizó último en la tabla general teniendo que disputar una liguilla para no descender pero no logra mantener la categoría tras perder por penales contra Quintero Unido, volviendo a la Tercera B.
Ferroviarios no participó de los campeonatos de 2020 y 2021, los que estuvieron afectados por las pandemia de COVID-19. A finales de la temporada 2021 anunció su planificación para el retorno a la Tercera B 2022.

## Uniforme
- Uniforme titular: Camiseta amarilla con una franja negra, pantalón negro, medias negras.
- Uniforme alternativo: Camiseta azul con una V de color blanca en el pecho, pantalón y medias blancas.

### Uniforme titular
| 1942 | 1947 | 1972 | 1973 | 1979 | 1980-81 | 1990-95 | 2007 | 2011 | 2012-13 |

| 2014-15 | 2016-17 | 2018 | 2019 | 2022-23 | 2024 |

### Uniforme alternativo
| 1979 | 2007 | 2013 | 2018 | 2023 |

### Indumentaria
| Período     | Proveedor         |
| ----------- | ----------------- |
| 1995        | Este              |
| 2007        | JF Sport          |
| 2008        | Puma              |
| 2008 - 2009 | Lotto             |
| 2010 - 2011 | Romma             |
| 2011        | Deportes Player   |
| 2014 - 2017 | Training Deportes |
| 2018        | Ovación Chile     |
| 2019        | KS7               |
| 2022        | TDeportes         |
| 2023-       | Prama             |

| Período     | Auspiciador                       |
| ----------- | --------------------------------- |
| 1979        | Calzados Verónica                 |
| 1995 - 2007 | EFE                               |
| 2008        | Johnson                           |
| 2014 - 2017 | Pullman Bus                       |
| 2018        | Serincon                          |
| 2019        | Fenabus                           |
| 2022-       | Municipalidad de Estación Central |

## Estadio
En el año 2012 y como producto de los problemas económicos de la Empresa de los Ferrocarriles del Estado de Chile, esta última dueña de los terrenos donde se enclava el antiguo Estadio Ferroviario Hugo Arqueros Rodríguez, como una forma de allegar recursos decide la venta de los mismos dejando sin estadio al Club el cual debe trasladarse a jugar de local en Pudahuel en el Estadio Municipal de esa comuna llamado «Modelo».
Hoy en día, el club hace de local en el «Estadio Arturo Rojas-Scotiabank» (ex Estadio Los Nogales) de Estación Central, comuna a la que históricamente se ha encontrado ligada el club, recinto que cuenta con césped sintético e iluminación artificial.

## Datos del club
- Temporadas en 1.ª A: 17 (1934, 1950-1964,[11] 1966[11])
- Temporadas en 1.ª B: 31 (1935-1945, 1947-1949, 1965[11], 1967-1968[11], 1969-1982)
- Temporadas en 3.ª A: 14 (1983-1987, 1998-2000, 2004-2008, 2019)
- Temporadas en 3.ª B: 26 (1988-1997, 2001-2003, 2009-2018, 2022- )
- Mejor puesto en Primera A: 9º (1934)
- Mayor goleada obtenida:
  - En Primera División: 7-1 a Morning Star en 1934
- Mayor goleada recibida:
  - En Primera División: 0-8 de Colo-Colo en 1934

## Jugadores

### Altas 2024
| Jugador      | Posición | Procedencia  | Tipo |
| ------------ | -------- | ------------ | ---- |
| Bandera de ? |          | Bandera de ? |      |

### Bajas 2024
| Jugador      | Posición | Destino      | Tipo |
| ------------ | -------- | ------------ | ---- |
| Bandera de ? |          | Bandera de ? |      |

## Entrenadores

### Cronología
- Francisco Graells (2003)
- Claudio Quintiliani (2008)
- Jorge Guzmán (2012)
- Claudio Quintiliani (2014)
- Manuel Rodríguez (2015)
- Cristián Cofré (2016)
- Jorge Díaz (2017)
- Claudio Quintiliani (2017-2018)
- Jorge Díaz (2018)
- Luis Fredes (2019)
- Pedro Valdivia (2019)
- Mauricio Osorio (2019)
- Jorge Díaz (2020)
- Rodrigo Bendeck (2022)
- Claudio Quintiliani (2023)
- Rodrigo Bendeck (2024-)

## Palmarés

### Títulos locales
- Primera División de la Liga Central de Football (1): Serie D 1927.
- División de Honor de la Asociación de Football de Santiago (5):[12] 1937, 1938,[13] 1941, 1942, 1943.
- Subcampeón de la División de Honor de la Asociación de Football de Santiago (1): 1933.

### Títulos regionales
- Campeonato Provincial de Fútbol Amateur de Santiago (5): 1937,[14] 1938,[15] 1943,[16] 1944,[17] 1947.[18]

### Títulos nacionales
- División de Ascenso (2): 1947, 1948.
- División de Honor Amateur (1): 1949.
- Cuarta División de Chile (1): 2003.[19]
- Subcampeón de la Serie B Profesional de Chile (1): 1936.
- Subcampeón de la Segunda División de Chile (1): 1972.
- Subcampeón del Campeonato de Apertura de la Segunda División de Chile (1): 1969.
- Subcampeón de la Cuarta División de Chile (1): 1997.

## Filiales

### Fútbol femenino
Ferroviarios compitió en 2008 en el primer torneo de la Primera División de fútbol femenino, siendo el único club que no tenía a su equipo masculino compitiendo en un torneo organizado por la Asociación Nacional de Fútbol Profesional (ANFP). En aquella temporada contó con figuras como Francisca Lara y Jennifer Díaz, quien marcó 22 goles. 
En 2009 la dirigencia del cuadro ferroviario pidió a Coquimbo Unido que prestara su nombre para continuar en el torneo, lo que se implementó hasta 2011, cuando el elenco pirata instauró su propio plantel con jugadoras coquimbanas.